# Records de Maurice d'athlétisme
Les records de Maurice d'athlétisme sont les meilleures performances réalisées par des athlètes mauriciens et homologuées par la Mauritius Athletic Association (MAA), anciennement Association mauricienne d'athlétisme amateur (AMAA).

## Plein air

### Hommes
| Épreuve              | Record | Athlète                                                                            | Date                 | Compétition                      | Lieu             | Réf.   |
| -------------------- | --- | ---------------------------------------------------------------------------------- | -------------------- | -------------------------------- | ---------------- | ------ |
| 100 m                | 10 s 12 (+1,2 m/s) | Noa Bibi                                                                           | 3 juillet 2022       |                                  | Épinal           | [ 1 ]  |
| 200 m                | 19 s 89 (+1,3 m/s) | Noa Bibi                                                                           | 10 juillet 2022      | Championnats de France U23       | Albi             | [ 2 ]  |
| 400 m                | 44 s 69 | Éric Milazar                                                                       | 7 juillet 2001       |                                  | Madrid           |        |
| 800 m                | 1 min 48 s 24 | Desiré Pierre-Louis                                                                | 1er mai 1994         |                                  | Gainesville      |        |
| 1 500 m              | 3 min 46 s 22 | Mohammed Dookun                                                                    | 3 avril 2016         | Meeting International de Maurice | Réduit           | [ 3 ]  |
| 3 000 m              | 8 min 13 s 40 | Mike Félicité                                                                      | 28 octobre 1994      |                                  | Saint-Paul       |        |
| 5 000 m              | 14 min 08 s 90 | Mike Félicité                                                                      | 15 juin 1994         |                                  | Saint-Maur       |        |
| 10 000 m             | 29 min 50 s 6 | Menon Ramsamy                                                                      | 10 août 1998         |                                  | Saint-Paul       |        |
| Semi-marathon        | 1 h 06 min 29 s | Menon Ramsamy                                                                      | 16 juin 2001         |                                  | Réduit           |        |
| Marathon             | 2 h 18 min 20 s | David Carver                                                                       | 17 avril 2016        | Marathon de Hambourg             | Hambourg         | [ 4 ]  |
| 110 m haies          | 13 s 54 (+0,1 m/s) | Jérémie Lararaudeuse                                                               | 22 juillet 2023      | Open de France                   | Bondoufle        | [ 5 ]  |
| 400 m haies          | 49 s 94 | Gilbert Hashan                                                                     | 29 juillet 1996      | Jeux olympiques                  | Atlanta          |        |
| 3 000 m steeple      | 8 min 55 s 66 | Patrick Moonsamy                                                                   | 15 juin 1994         |                                  | Saint-Maur       |        |
| Saut en hauteur      | 2,28 m | Khemraj Naiko                                                                      | 27 mai 1996          |                                  | Dakar            |        |
| Saut en hauteur      | 2,28 m | Khemraj Naiko                                                                      | 19 septembre 1998    | Jeux du Commonwealth             | Kuala Lumpur     |        |
| Saut à la perche     | 5,50 m | Kersley Gardenne                                                                   | 12 juin 1996         |                                  | Dreux            |        |
| Saut en longueur     | 8,28 m (0,0 m/s) | Jonathan Chimier                                                                   | 24 août 2004         | Jeux olympiques                  | Athènes          | [ 6 ]  |
| Triple saut          | 16,96 m (+1,5 m/s) | Jonathan Drack                                                                     | 29 juillet 2015      | Meeting National                 | Castres          | [ 7 ]  |
| Lancer du poids      | 18,87 m | Bernard Baptiste                                                                   | 14 mars 2024         |                                  | Potchefstroom    |        |
| Lancer du disque     | 55,88 m | Jonathan Christopher Sophie                                                        | 26 août 2019         | Jeux africains                   | Rabat            |        |
| Lancer du marteau    | 64,21 m | Jean-Ian Carré                                                                     | 30 août 2023         | Jeux des îles de l'océan Indien  | Antananarivo     | [ 8 ]  |
| Lancer du javelot    | 69,70 m | Fabio Ramsamy                                                                      | 15 mai 2005          |                                  | Réduit           |        |
| Décathlon            | 7 591 pts | Guillaume Thierry                                                                  | 13-14 septembre 2015 | Jeux africains                   | Brazzaville      | [ 9 ]  |
| Décathlon            | 11 s 57 (-0,1 m/s) (100 m), 7,15 m (+0,2 m/s) (longueur), 14,36 m (poids), 1,91 m (hauteur), 52 s 57 (400 m) / 15 s 04 (+0,1 m/s) (110 m haies), 43,13 m (disque), 4,60 m (perche), 63,26 m (javelot), 4 min 39 s 97 (1 500 m) |                                                                                    |                      |                                  |                  |        |
| 20 km marche (route) | 1 h 28 min 49 s | Jérôme Caprice                                                                     | 12 mars 2017         | Championnats de France de marche | La Roche-sur-Yon | ,      |
| 35 km marche (route) | 2 h 53 min 47 s | Jérôme Caprice                                                                     | 23 avril 2022        | Dudinska 50                      | Dudince          |        |
| 50 km marche (route) | 4 h 13 min 41 s | Jérôme Caprice                                                                     | 23 mars 2019         | Dudinska 50                      | Dudince          | [ 12 ] |
| 4 × 100 m            | 38 s 99 | Équipe nationale Arnaud Casquette Éric Milazar Fernando Augustin Stéphane Buckland | 11 août 2001         | Championnats du monde            | Edmonton         | [ 13 ] |
| 4 × 400 m            | 3 min 06 s 21 | Équipe nationale Éric Milazar Dominique Méyépa Désiré Pierre-Louis Dario Clément   | 18 septembre 1995    | Jeux africains                   | Harare           |        |

### Femmes
| Épreuve              | Record | Athlète                                                                                     | Date               | Compétition                        | Lieu                    | Réf.   |
| -------------------- | --- | ------------------------------------------------------------------------------------------- | ------------------ | ---------------------------------- | ----------------------- | ------ |
| 100 m                | 11 s 64 | Océanne Moirt                                                                               | 8 Juin 2024        |                                    | Colmar                  |        |
| 200 m                | 23 s 83 | Jane Thondojee                                                                              | 14 avril 1994      |                                    | Chapel Hill             |        |
| 400 m                | 54 s 62 | Sandra Govinden                                                                             | 25 juin 1992       | Championnats d'Afrique             | Belle Vue               |        |
| 800 m                | 2 min 03 s 62 | Sheila Seebaluck                                                                            | 2 juillet 1988     |                                    | Sarreguemines           |        |
| 1 000 m              | 2 min 57 s 33 | Marie-Annabelle-Jennifer Lascar                                                             | 10 mai 2014        |                                    | Neuves-Maisons          |        |
| 1 500 m              | 4 min 19 s 59 | Josiane Nairac-Boullé                                                                       | 30 août 1988       | Championnats d'Afrique             | Annaba                  |        |
| 3 000 m              | 9 min 14 s 37 | Josiane Nairac-Boullé                                                                       | 1er septembre 1988 | Championnats d'Afrique             | Annaba                  | [ 14 ] |
| 5 000 m              | 16 min 54 s 62 | Marie Perrier                                                                               | 14 août 2020       |                                    | Balma                   | [ 15 ] |
| 10 000 m             | 34 min 43 s 31 | Marie Perrier                                                                               | 13 avril 2019      | Championnats de France du 10 000 m | Pacé                    | [ 16 ] |
| Semi-marathon        | 1 h 11 min 13 s | Marie Perrier                                                                               | 22 octobre 2023    | Semi-marathon de Valence           | Valence                 | [ 17 ] |
| Marathon             | 2 h 26 min 19 s | Marie Perrier                                                                               | 3 décembre 2023    | Marathon de Valence                | Valence                 | [ 18 ] |
| 100 m haies          | 14 s 10 (+1,3 m/s) | Stéphanie Domaingue                                                                         | 23 juin 2001       |                                    | Val-de-Reuil            |        |
| 400 m haies          | 1 min 00 s 08 | Sandra Govinden                                                                             | 27 juin 1992       | Championnats d'Afrique             | Belle Vue               |        |
| 3 000 m steeple      | 11 min 57 s 32 | Rachel Michel                                                                               | 4 août 2015        | Jeux des îles de l'océan Indien    | Saint-Paul (La Réunion) | [ 20 ] |
| Saut en hauteur      | 1,79 m | Christine Béchard                                                                           | 11 mai 1986        |                                    | Réduit                  |        |
| Saut en hauteur      | 1,79 m | Arielle Brette                                                                              | 25 juillet 2004    |                                    | Réduit                  |        |
| Saut à la perche     | 3,71 m | Nancy Cheekoussen                                                                           | 25 juillet 2004    |                                    | Réduit                  |        |
| Saut en longueur     | 6,01 m (0,0 m/s) | Liliane Potiron                                                                             | 31 août 2021       | Championnats de Maurice            | Réduit                  | [ 21 ] |
| Triple saut          | 13,80 m (-0,6 m/s) | Liliane Potiron                                                                             | 4 août 2023        | Jeux de la Francophonie            | Kinshasa                |        |
| Lancer du poids      | 13,79 m | Bernadette Perrine-Ravina                                                                   | 10 août 1997       |                                    | Réduit                  |        |
| Lancer du disque     | 51,54 m | Caroline Fournier                                                                           | 26 juin 1996       |                                    | Montreuil-sous-Bois     |        |
| Lancer du marteau    | 62,06 m | Caroline Fournier                                                                           | 29 juin 1996       |                                    | Montgeron               |        |
| Lancer du javelot    | 54,57 m | Bernadette Perrine-Ravina                                                                   | 30 juin 2002       |                                    | Réduit                  |        |
| Heptathlon           | 5 241 pts | Stéphanie Domaingue                                                                         | 23–24 juin 2001    |                                    | Val-de-Reuil            |        |
| Heptathlon           | 14 s 10 (+1,3 m/s) (100 m haies), 1,63 m (hauteur), 10,28 m (poids), 26 s 26 (0,0 m/s) (200 m) / 5,83 m (+1,1 m/s) (longueur), 37,21 m (javelot), 2 min 23 s 95 (800 m) |                                                                                             |                    |                                    |                         |        |
| 20 km marche (route) | 1 h 44 min 15 s | Yolène Raffin                                                                               | 2 mai 2004         | Coupe du monde de marche           | Naumburg                | [ 22 ] |
| 4 × 100 m            | 45 s 89 | Équipe nationale Joanella Janvier Amélie Anthony Aurélie Alcindor Marie-Stéphanie Guillaume | 5 août 2015        | Jeux des îles de l'océan Indien    | Saint-Paul              | [ 23 ] |
| 4 × 400 m            | 3 min 39 s 92 | Équipe nationale Sandra Govinden Gilliane Quirin Christine Duvergé Sheila Seebaluck         | 30 août 1990       | Jeux des îles de l'océan Indien    | Antananarivo            | [ 24 ] |